# Rantchpar
Rantchpar, ou Ranchpar (en arménien Ռանչպար ) est une communauté rurale du marz d'Ararat en Arménie. En 2008, elle compte 1 252 habitants.